# Campionato europeo maschile di pallacanestro Under-20 2004
Il 7º Campionato Europeo maschile Under-20 di Pallacanestro FIBA (noto anche come FIBA EuroBasket Under-20 2004) si è svolto in Repubblica Ceca dal 23 luglio al 1º agosto 2004.

## Risultati

### Prima fase a gruppi

#### Gruppo A
| Team         | V - P | PF - PS   | Pt |
| ------------ | ----- | --------- | -- |
| 1. Russia    | 4 - 1 | 412 - 374 | 9  |
| 2. Israele   | 3 - 2 | 404 - 407 | 8  |
| 3. Rep. Ceca | 2 - 3 | 353 - 379 | 7  |
| 4. Lettonia  | 2 - 3 | 361 - 372 | 7  |
| 5. Spagna    | 2 - 3 | 388 - 378 | 7  |
| 6. Croazia   | 2 - 3 | 384 - 392 | 7  |

#### Gruppo B
| Team                   | V - P | PF - PS   | Pt |
| ---------------------- | ----- | --------- | -- |
| 1. Grecia              | 4 - 1 | 429 - 380 | 9  |
| 2. Lituania            | 4 - 1 | 454 - 427 | 9  |
| 3. Serbia e Montenegro | 4 - 1 | 377 - 349 | 9  |
| 4. Slovenia            | 2 - 3 | 389 - 398 | 7  |
| 5. Ucraina             | 1 - 4 | 377 - 404 | 6  |
| 6. Bielorussia         | 0 - 5 | 331 - 399 | 5  |

### Fase ad eliminazione diretta

#### Tabellone gare 9º - 12º posto
|  | Playoffs    | Playoffs    | Playoffs |         |             | Nono posto       | Nono posto       | Nono posto       |  |
|  |             |             |          |         |             |                  |                  |                  |  |
|  | Spagna      | Spagna      | 59       |         |             |                  |                  |                  |  |
|  | Spagna      | Spagna      | 59       |         |             |                  |                  |                  |  |
|  | Bielorussia | Bielorussia | 84       |         |             |                  |                  |                  |  |
|  | Bielorussia | Bielorussia | 84       |         | Bielorussia | Bielorussia      | 80               |                  |  |
|  |             |             |          |         | Bielorussia | Bielorussia      | 80               |                  |  |
|  |             |             | Ucraina  | Ucraina | 76          |                  |                  |                  |  |
|  | Ucraina     | Ucraina     | Ucraina  | Ucraina | 76          | 67               |                  |                  |  |
|  | Ucraina     | Ucraina     |          |         |             | 67               |                  |                  |  |
|  | Croazia     | Croazia     | 65       |         |             | Undicesimo posto | Undicesimo posto | Undicesimo posto |  |
|  | Croazia     | Croazia     | 65       |         |             |                  |                  |                  |  |
|  |             |             |          |         |             |                  |                  |                  |  |
|  |             |             |          |         |             | Spagna           | Spagna           | 78               |  |
|  |             |             |          |         |             | Spagna           | Spagna           | 78               |  |
|  |             |             |          |         |             | Croazia          | Croazia          | 71               |  |

#### Tabellone gare 5º - 8º posto
|  | Playoffs            | Playoffs            | Playoffs            |                     |        | Quinto posto  | Quinto posto  | Quinto posto  |  |
|  |                     |                     |                     |                     |        |               |               |               |  |
|  | Russia              | Russia              | 95                  |                     |        |               |               |               |  |
|  | Russia              | Russia              | 95                  |                     |        |               |               |               |  |
|  | Rep. Ceca           | Rep. Ceca           | 62                  |                     |        |               |               |               |  |
|  | Rep. Ceca           | Rep. Ceca           | 62                  |                     | Russia | Russia        | 86            |               |  |
|  |                     |                     |                     |                     | Russia | Russia        | 86            |               |  |
|  |                     |                     | Serbia e Montenegro | Serbia e Montenegro | 101    |               |               |               |  |
|  | Lettonia            | Lettonia            | Serbia e Montenegro | Serbia e Montenegro | 101    | 71            |               |               |  |
|  | Lettonia            | Lettonia            |                     |                     |        | 71            |               |               |  |
|  | Serbia e Montenegro | Serbia e Montenegro | 74                  |                     |        | Settimo posto | Settimo posto | Settimo posto |  |
|  | Serbia e Montenegro | Serbia e Montenegro | 74                  |                     |        |               |               |               |  |
|  |                     |                     |                     |                     |        |               |               |               |  |
|  |                     |                     |                     |                     |        | Rep. Ceca     | Rep. Ceca     | 79            |  |
|  |                     |                     |                     |                     |        | Rep. Ceca     | Rep. Ceca     | 79            |  |
|  |                     |                     |                     |                     |        | Lettonia      | Lettonia      | 100           |  |

#### Tabellone finale
|  | Quarti di finale    | Quarti di finale |          |        | Semifinali  | Semifinali  |  |  | Finale | Finale |
|  |                     |                  |          |        |             |             |  |  |        |        |
|  | Brno                |                  |          |        |             |             |  |  |        |        |
|  |                     |                  |          |        |             |             |  |  |        |        |
|  | Russia              | 67               |          |        |             |             |  |  |        |        |
|  | Russia              | 67               | Brno     |        |             |             |  |  |        |        |
|  | Slovenia            | 74               |          |        |             |             |  |  |        |        |
|  | Slovenia            | 74               | Slovenia | 97     |             |             |  |  |        |        |
|  | Brno                |                  | Slovenia | 97     |             |             |  |  |        |        |
|  |                     | Lituania         | 57       |        |             |             |  |  |        |        |
|  | Lituania            | Lituania         | 57       | 99     |             |             |  |  |        |        |
|  | Lituania            |                  | Brno     | 99     |             |             |  |  |        |        |
|  | Rep. Ceca           | 72               |          |        |             |             |  |  |        |        |
|  | Rep. Ceca           | 72               | Slovenia | 66     |             |             |  |  |        |        |
|  | Brno                |                  | Slovenia | 66     |             |             |  |  |        |        |
|  |                     | Israele          | 61       |        |             |             |  |  |        |        |
|  | Serbia e Montenegro | Israele          | 61       | 82     |             |             |  |  |        |        |
|  | Serbia e Montenegro | Brno             |          | 82     |             |             |  |  |        |        |
|  | Israele             | 83               |          |        |             |             |  |  |        |        |
|  | Israele             | 83               | Israele  | 88     | Terzo posto | Terzo posto |  |  |        |        |
|  | Brno                |                  | Israele  | 88     | Terzo posto | Terzo posto |  |  |        |        |
|  |                     | Grecia           | 82       |        |             |             |  |  |        |        |
|  | Grecia              | Grecia           | 82       | 87     | Lituania    | 92          |  |  |        |        |
|  | Grecia              |                  |          | 87     | Lituania    | 92          |  |  |        |        |
|  | Lettonia            | 66               |          | Grecia | 63          |             |  |  |        |        |
|  | Lettonia            | 66               |          |        | 63          |             |  |  |        |        |
|  |                     |                  |          |        |             |             |  |  | Brno   |        |
|  |                     |                  |          |        |             |             |  |  |        |        |

## Classifica finale
| Campione d'Europa | Campione d'Europa   | Campione d'Europa |
| --- | ------------------- | --- |
| Slovenia under 204 Močnik, 5 Vrečko, 6 D. Lorbek, 7 Venta, 8 Fon, 9 Dmitrovic, 10 Dragić, 11 Zagorac, 12 Julević, 13 Sebič, 14 Rizvić, 15 E. Lorbek, All. Ivan Sunara |                     | |
| Argento | Israele             | Israele under 204 Bargig, 5 Hirsh, 6 Ben Chimol, 7 Lipshits, 8 Simin, 9 Halperin, 10 Kohansky, 11 Zagury, 12 Limonad, 13 Eliyahu, 14 Kazarnovski, 15 Ermichin, All. Arik Shivek                                                |
| Bronzo | Lituania            | Lituania under 204 Pečiukaitis, 5 Babrauskas, 6 Mačiulis, 7 Jomantas, 8 Lekavičius, 9 Prekevičius, 10 Dabkus, 11 Kleiza, 12 Anisimovas, 13 Jankūnas, 14 Joneliūnas, 15 Šilinskis, All. Ramūnas Butautas                        |
| 4. | Grecia              | Grecia under 204 Xanthopoulos, 5 Sourlīs, 6 Kalaitzidīs, 7 Vasileiadīs, 8 Apostolidīs, 9 Papanikolaou, 10 Printezīs, 11 Perperoglou, 12 Maurokefalidīs, 13 Vasilopoulos, 14 Mauroeidīs, 15 Vougioukas, All. Nikos Stauropoulos |
| 5. | Serbia e Montenegro | Serbia e Montenegro under 204 Aleksić, 5 Šljivančanin, 6 Stajić, 7 Rašić, 8 Marković, 9 Ratkovica, 10 Koljević, 11 Rakočević, 12 Vukosavljević, 13 Perović, 14 Mišanović, 15 Radenović, All. Luka Pavićević                    |
| 6. | Russia              | Russia under 204 Komarovskij, 5 Ivanov, 6 Kuznecov, 7 Kejru, 8 Fridzon, 9 Sokolov, 10 Panin, 11 Levter, 12 Babičev, 13 Vjal'cev, 14 Goljachov, 15 Ševel', All. Aleyan Selikhov                                                 |
| 7. | Lettonia            | Lettonia under 204 Bērziņš, 5 Gulbis, 6 Reķis, 7 Gabrāns, 8 Jurevičus, 9 Štālbergs, 10 Sirsniņš, 11 Vairogs, 12 Jahovičs, 13 Mētra, 14 Bambis, 15 Gubāts, All. Varis Krūmiņš                                                   |
| 8. | Rep. Ceca           | Rep. Ceca under 204 Marek, 5 Procházka, 6 Tóth, 7 Pištěcký, 8 Kraus, 9 Klimánek, 10 Fohler, 11 Ličartovský, 12 Benda, 13 Tomanec, 14 Houška, 15 Šteffel, All. František Rón                                                    |
| 9. | Bielorussia         | Bielorussia under 204 Nickiporchik, 5 Akulich, 6 Skidan, 7 Sanotski, 8 Sapehin, 9 Mastou, 10 Hrekhau, 11 Paliashchuk, 12 Pustahvar, 13 Mishukou, 14 Agevnin, 15 Verameenka, All. Ihar Marozau                                  |
| 10. | Ucraina             | Ucraina under 204 Zabirčenko, 5 Jevsejevyčev, 6 Ponomarenko, 7 Švec', 8 Djatlovskyj, 9 Podoljan, 10 Horbenko, 11 Ševčenko, 12 Olijnyk, 13 Čemjakin, 14 Pečerov, 15 Orlenko, All. Ondrej Šaptala                                |
| 11. | Spagna              | Spagna under 204 Huertas, 5 Á. Urtasun, 6 Mestres, 7 Corbacho, 8 Sada, 9 Blanco, 10 T. Urtasun, 11 Guzmán, 12 Ortega, 13 Martín, 14 Gasol, 15 Espuña, All. Óscar Quintana                                                      |
| 12. | Croazia             | Croazia under 204 Ćosić, 5 Modrić, 6 Filipović, 7 Garma, 8 Vučica, 9 Kovačević, 10 Jurjević, 11 Pašalić, 12 Previšić, 13 Banić, 14 Trepalovac, 15 Andrić, All. Josip Grabovac                                                  |

## Riconoscimenti ai giocatori

### MVP del torneo
- Erazem Lorbek

### Miglior quintetto del torneo
- Yotam Halperin
- Ivan Koljević
- Kōstas Vasileiadīs
- Linas Kleiza
- Erazem Lorbek

## Statistiche
Punti
| Pos. | Nome                 | Pt  | Gare | PPG  |
| ---- | -------------------- | --- | ---- | ---- |
| 1.   | Kōstas Vasileiadīs   | 204 | 8    | 25,5 |
| 2.   | Ivan Koljević        | 163 | 8    | 20,4 |
| 2.   | Yotam Halperin       | 163 | 8    | 20,4 |
| 4.   | Uladzimir Verameenka | 140 | 7    | 20,0 |
| 5.   | Marc Gasol           | 128 | 7    | 18,3 |

Rimbalzi
| Pos. | Nome                 | Rim. | Gare | RPG  |
| ---- | -------------------- | ---- | ---- | ---- |
| 1.   | Paulius Jankūnas     | 97   | 8    | 12,1 |
| 2.   | Uladzimir Verameenka | 77   | 7    | 11,0 |
| 3.   | Víctor Sada          | 64   | 7    | 9,1  |
| 4.   | David Šteffel        | 72   | 8    | 9,0  |
| 5.   | Marc Gasol           | 57   | 7    | 8,1  |

Assist
| Pos. | Nome                 | Ass. | Gare | APG |
| ---- | -------------------- | ---- | ---- | --- |
| 1.   | Víctor Sada          | 30   | 7    | 4,3 |
| 2.   | Artūras Jomantas     | 31   | 8    | 3,9 |
| 3.   | Dmytro Diatlovskyi   | 27   | 7    | 3,9 |
| 4.   | Petar Cosic          | 23   | 7    | 3,3 |
| 5.   | Vasilīs Xanthopoulos | 25   | 8    | 3,1 |